# Los cuervos
Los cuervos és una pel·lícula espanyola de cinema negre estrenada el 1961, dirigida per Juli Coll i Claramunt i protagonitzada per Arturo Fernández. Considerada a mig camí entre la intriga criminal i el melodrama financer, la crítica considerà que la història no fou tractada adequadament.

## Sinopsi
Un magnat industrial s'assabenta que li queden pocs mesos de vida i es dedica a prendre decisions per enfonsar la seva empresa i tots els consellers, mentre el seu fidel ajudant remou cel i terra a la recerca d'un remei.

## Repartiment
- George Rigaud - Don Carlos
- Arturo Fernández - César
- Ana María Noe - Berta
- Rafael Durán - Don Andrés

## Premis
- Fotogramas de Plata al millor intèrpret de cinema espanyol (1961) per Arturo Fernández